# Genepi
Cet article possède un paronyme, voir Génépi.
Le Genepi était une association loi de 1901 agissant en France. Elle regroupait initialement des étudiants bénévoles intervenant en prison et dans les structures de la protection judiciaire de la jeunesse, sensibilisant la société civile aux problématiques carcérales et intervenant dans le débat public autour des politiques pénales. En 2018, l'association regroupait 800 bénévoles, quatre salariés et une quinzaine d'étudiants en service civique. Elle change progressivement de doctrine à partir de 2010, devient de plus en plus abolitionniste, et cesse l'action en détention en 2019 pour se consacrer entièrement à l'information du public sur les conditions de détention. Elle annonce sa dissolution en 2021.
L'association est créée en 1976 à la suite des grandes mutineries du début des années 1970, sous le nom de Groupement étudiant national d'enseignement aux personnes incarcérées (d'où l'acronyme GENEPI). En 2014, le nom originel est abandonné pour devenir simplement Genepi.

## Origine
À la suite de violentes émeutes dans les prisons durant les étés 1974 et 1975, les pouvoirs publics décident d'ouvrir les prisons et font appel à des intervenants extérieurs. C'est dans ce contexte que Lionel Stoléru, alors conseiller économique à la présidence de la République, est chargé de solliciter les étudiants.
Il organise une rencontre entre étudiants et l'Administration pénitentiaire qui aboutit au dépôt des statuts du Genepi le 26 mai 1976, après une période de fonctionnement à titre expérimental de près de deux ans. L'association est créée sous le nom de Groupement étudiant national d'enseignement aux personnes incarcérées, d'où l'acronyme GENEPI.
L'association dispose d'un bureau national et est organisée en régions. À l'époque des interventions en détention, les bénévoles étaient groupés selon l'établissement pénitentiaire où ils intervenaient.

## Activités historiques
L'association a pour interlocuteurs les détenus, les enfants placés sous main de justice, la protection judiciaire de la jeunesse, l'éducation nationale, l'enseignement supérieur, l'administration pénitentiaire et le public.

### Interventions en prison
Initialement, l'association permettait à des étudiants de rendre visite à des détenus en prison pour les aider à acquérir des connaissances, notamment par du soutien scolaire. Jusqu'en 2019, cette activité pouvait aussi prendre la forme d'« ateliers à vocation politique ou culturelle s’émancipant du cadre académique ». Cette activité n'a plus lieu dans ce cadre depuis 2019.
Conscients de n'être pas des enseignants professionnels, et de faire face à un public adulte, les bénévoles de l'association ont cherché à favoriser un échange horizontal des savoirs, dont le principe a été récemment rappelé, mais dont on trouve la trace dans de nombreux textes de l'association, et en premier lieu dans le communiqué de la présidence de la République annonçant sa création[réf. nécessaire]. « La transmission n'est plus unilatérale, il s'agit de coéducation, chaque personne amenant ses expériences et ses savoirs, et dans ce cadre les détenus ont une place centrale et active dans leur propre apprentissage ».

### Formation
Le Genepi formait ses membres pour assurer la qualité des interventions en détention, effort imposant du fait du renouvellement annuel de 80% des effectifs.

## Principes et positionnement politique
La Charte du Genepi fixe les valeurs de l'association, que chaque membre s'engage à respecter. Elle manifeste notamment l'importance du respect des Droits de l'Homme et les principales actions de l'association.

### Une association citoyenne dans la tourmente des politiques publiques
L'association prend depuis 1981 (à propos de la Loi sécurité et liberté) des positions sur la prison, la justice et sur son propre fonctionnement, affirmant ainsi son indépendance vis-à-vis de l'administration pénitentiaire et de la protection judiciaire de la jeunesse.
Le Genepi décide ainsi de s'opposer à la politique du gouvernement ces dernières années. La loi Loppsi 2 a fait l'objet d'une lutte intense[non neutre] : demande de retrait du texte et position contre « la stigmatisation de l'enfance en difficulté, le recours accru à la visioconférence pour rendre la justice, l'extension de l'impunité de l'État, mais aussi l'aggravation de certaines infractions, notamment en matière de sécurité routière... Le projet de loi amendé par l'Assemblée nationale a de quoi faire frémir n'importe quel justiciable encore soucieux, dans ce pays, de sauvegarder une justice qui ne réponde pas uniquement à des impératifs sécuritaires[non neutre] »[source insuffisante]. Le discours de Grenoble de Nicolas Sarkozy a aussi fait l'objet d'un communiqué de presse[pertinence contestée] intitulé Vers un droit pénal de l'ennemi ![source insuffisante].
Le Genepi lance des campagnes sur la prison auprès de divers publics : campagne en détention pour informer sur le droit de vote, campagne auprès des parlementaires et des magistrats pour qu'ils exercent leur droit de visite (Journée Parlement Prison), enquête auprès des Français sur les opinions et représentations portées sur la prison faites en collaboration avec des chercheurs, enquête auprès des prisonniers eux-mêmes quant aux activités proposées dans les établissements.
Les AdAGes (Actes des Assises du Genepi) réunissent toutes les positions qui ont été prises par le Genepi depuis 1981.

## Évolution et dissolution
En 1981, l'association s'affranchit de la tutelle du ministère de la Justice pour passer sous un régime de convention. Jusqu'à la fin du service militaire, elle s'appuie sur des appelés et objecteurs de conscience pour assurer l'animation des bénévoles.
L'association évolue vers des thèses davantage radicales au cours des années 2010. Son objet social est redéfini en 2011. Le Genepi refuse de « collaborer à l'effort public de réinsertion » et souhaite désormais œuvrer « en faveur du décloisonnement des institutions carcérales par la circulation des savoirs entre les personnes incarcérées, le public et ses bénévoles »,. Depuis son assemblée générale de 2014 elle se nomme simplement Genepi (sans acronyme) pour marquer son changement d'objet social et aussi parce que l'action de l'association n'est plus limitée à l'enseignement ni aux seuls ateliers en détention, et n'est plus strictement réservée aux étudiants. La présidente de l'époque témoigne de difficultés grandissantes avec l'administration pénitentiaire après les attentats du 13 novembre 2015. En 2017, l’association adopte des « limites basses » pour ses opérations en prison, en réponse, d'après sa présidente, à des contraintes de plus en plus fortes, dont l'administration de l'époque conteste la réalité, évoquant un « discours instrumental » de l'association.
Plusieurs publications de l'association — titrées L'État enferme, la prison assassine ou La prison nuit gravement à la société — froissent le ministère de l'Intérieur et, en septembre 2018, l'administration pénitentiaire rompt la convention triannuelle qui la liait avec le Genepi. L'agrément de 50 000 euros par an est supprimé ; le président de l'association dénonce « une sanction politique ». Les actions en prison sont progressivement arrêtées et le nombre de bénévoles chute drastiquement. Une nouvelle convention est établie en février 2019, puis dénoncée par l'association en juin suivant lors d’une assemblée générale dont certains membres dénoncent les conditions, et pendant laquelle il est décidé de cesser les actions en milieu carcéral, pour se consacrer entièrement à l'information du public sur les conditions de détention.
En 2019 également, l’association change d’orientation et se revendique comme féministe et abolitionniste. Elle annonce sa dissolution le 2 août 2021, expliquant refuser « de faire perdurer une association qui n'a pas été pensée comme un outil de lutte contre l'enfermement et n’a jamais servi l'intérêt des prisonnier-es » et « de nous contenter d'une critique réformiste de la taule et de la justice, seule possibilité entendue par l'État et discours dominant formulé par le Genepi pendant plus de quarante ans »,.

### Postérité: création du REBOND
D'anciens membres du Genepi souhaitent relancer une activité d'enseignement en détention dans le cadre d'une nouvelle association,, dénommée Rebond ! (Réseau d'Étudiants Bénévoles Organisés Nationalement en Détention), en projet à partir de 2021 dans l'association des Anciens du Génépi,. 
Depuis janvier 2025, REBOND s’est constituée en une association autonome, bénéficiant du soutien de l’association des anciens du Genepi ainsi que de partenariats avec l'administration pénitentiaire, la Direction de la jeunesse de l’éducation populaire et de la vie associative, le ministère de l'enseignement supérieur et de la recherche et le Collectif Mentorat. L’association réunit alors plus de 150 étudiants formés, qui interviennent dans une dizaine d’établissements pénitentiaires répartis sur l’ensemble du territoire national.

## Personnalités de l'association

### Membres d'honneur
- Lionel Stoléru, fondateur[2] ;
- Robert Badinter, avocat, ancien ministre de la Justice et président du Conseil constitutionnel[23] ;
- Antoine Lazarus, fondateur du Groupe multiprofessionnel des prisons, professeur de médecine en santé publique et médecine sociale[24] ;
- Gabriel Mouesca, figure historique de l'organisation séparatiste basque Iparretarrak, militant pour les luttes anticarcérales, ancien président de l'Observatoire international des prisons - section française, Emmaüs France[25],[26].

### Anciens membres
- Delphine Boesel, avocate, présidente de la section française de l'Observatoire international des prisons (OIP) entre 2015 et 2022.
- Grégory Doucet, maire de Lyon, fut président de l'association en 1997[27].
- Cécile Duflot, secrétaire générale d’Europe Écologie Les Verts, Ministre de l'Égalité des territoires et du logement[28].
- Amélie de Montchalin, ancienne ministre[29].
- Michel Muller, humoriste[30].
- Laurent Poncelet, metteur en scène[31].
- Loïc Wacquant, sociologue[32].